# Edith Pechey
Edith Pechey (7 octobre 1845 – 14 avril 1908) est une des premières femmes médecins du Royaume-Uni et une militante des droits des femmes.

## Jeunesse et formation
Mary Edith Pechey naît le 7 octobre 1845 à Langham (Essex). Elle est la sixième enfant de Sarah née Rotton qui, fait étonnant pour l'époque, a étudié le grec, et du révérend William Pechey, un pasteur baptiste. Eduquée par ses parents, elle travaille ensuite comme gouvernante et professeur jusqu'en 1869.

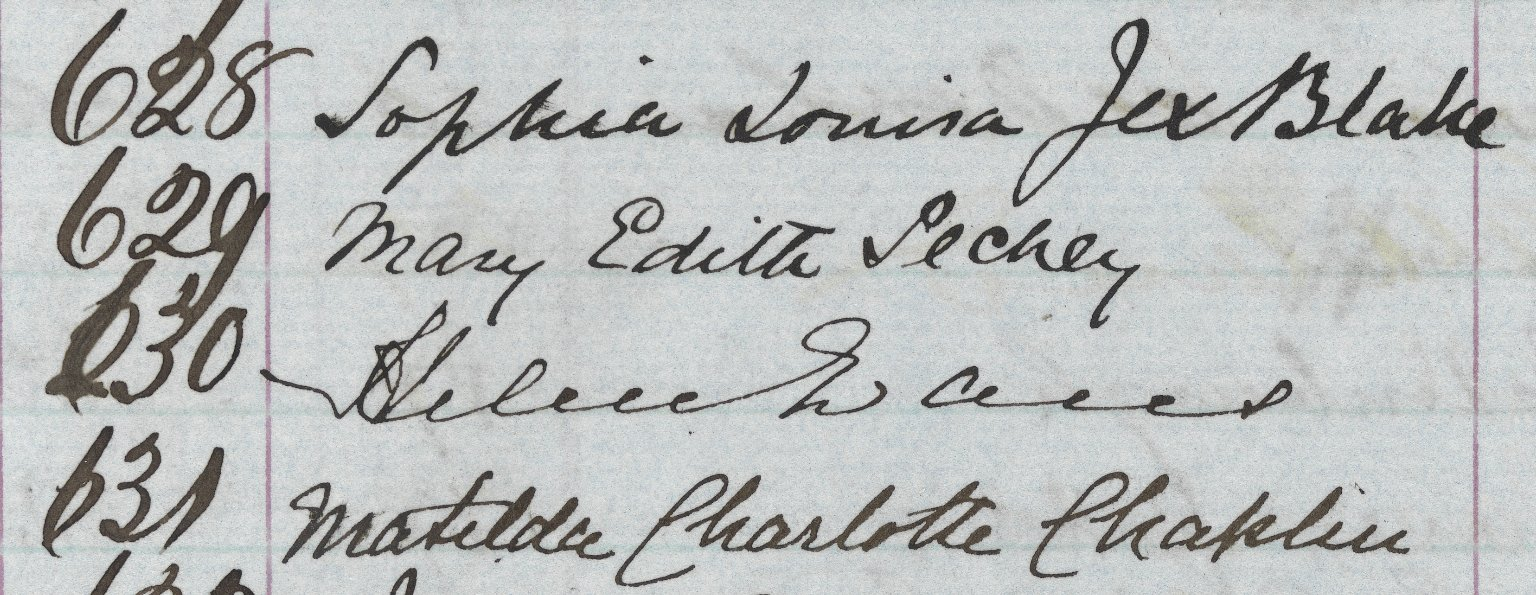
Le registre avec les noms de Sophia Jex-Blake, Edith Pechey, Helen Evans, Matilda Chaplin

En 1869, Sophia Jex-Blake sollicite son inscription à l'University of Edinburgh Medical School, mais est déboutée parce qu'elle est une femme. Elle fait alors paraître une annonce dans le magazine The Scotsman, demandant aux autres candidates aux études de médecine de se faire connaître. Pechey est la seconde femme à lui répondre. Lors de la deuxième requête la même année, c'est un groupe de cinq femmes qui postulent, rejointes par deux autres quelque temps plus tard. Ce groupe est appelé les « Sept d'Édimbourg », en référence aux « Sept contre Thèbes », les sept premières femmes étudiantes en médecine d'une université britannique. Elles sont Mary Anderson, Emily Bovell, Matilda Chaplin, Helen Evans, Sophia Jex-Blake, Isabel Thorne et Edith Pechey.
Pechey prouve ses capacités académiques et obtient même la meilleure note à l'examen de chimie en première année, ce qui la rend éligible à une bourse Hope. Mais les étudiants masculins devenant de plus en plus hostiles en voyant qu'une femme peut les dépasser, le professeur de chimie, Alexander Crum Brown, décerne la bourse à deux jeunes hommes ayant de moins bonnes notes arguant que :  "les femmes ne font pas partie de la classe universitaire, puisqu'elle suivent une classe séparée". Il va même jusqu'à leur décerner un certificat pour une classe de *femme* de chimie à l'Université, certificat qui ne répond pas aux exigences de la Faculté pour le diplôme de médecine. Cette «étiquette de confiture de fraises», comme l'appelle Sophia Jex-Blake, est inutile.
Les Sept d'Édimbourg font alors appel au Senatus Academicus pour qu'on leur accorde les certificats standards de leurs cours de chimie et Pechey pour sa bourse. Le 9 avril 1870, le sénat statue en faveur des étudiantes sur les certificats mais contre elles sur la bourse Hope. En 1873, elles abandonnent la lutte pour obtenir un diplôme de l'université.
Pechey travaille à l'hôpital pour femmes de Birmingham et Midland, malgré son manque de diplôme officiel. Elle part en Suisse, étudier à l'Université de Berne, passe ses examens en allemand en janvier 1877 et obtient son diplôme de médecine avec sa thèse Upon the constitutional causes of uterine catarrh. À cette époque, l'Irish College commence à délivrer des licences aux femmes médecins et Pechey passe ses examens à Dublin en mai 1877.

## Carrière
Pendant les six années suivantes, Pechey pratique la médecine à Leeds, s'impliquant dans l'éducation sanitaire des femmes et donnant des conférences sur un certain nombre de sujets médicaux, y compris les soins infirmiers. Elle est invitée à donner le discours inaugural de la nouvelle École de médecine pour femmes de Londres. En partie en réaction à l'exclusion des femmes par le Congrès médical international, elle créé la Fédération médicale des femmes d'Angleterre et en 1882 est élue présidente.
George A. Kittredge, un homme d'affaires américain de Bombay avait créé un fonds, «Medical Women for India», pour amener des femmes médecins d'Angleterre à travailler en Inde où les hommes médecins n'étaient pas autorisés à s'occuper des femmes. Elizabeth Garrett Anderson suggère la candidature de Pechey. Elle la rencontre à Paris en 1883 et lui propose le poste de Senior Medical Officer dans un nouvel hôpital prévu par P.H. Cama, philanthrope Parsi à Bombay,.
Pechey arrive à Bombay le 12 décembre 1883 et apprend l'hindi. Elle travaille à l'hôpital Cama et gère le Dispensaire pour femme Jaffer Sulleman. Après quelques années, elle met en place un programme de formation pour infirmières à Cama. Luttant contrer les préjugés à l'égard des femmes, elle se bat en faveur de l'égalité salariale et des chances pour les travailleuses médicales. Elle fait campagne pour une réforme sociale plus large et contre le mariage des enfants. Elle donne des conférences sur l'éducation et la formation pour les femmes et s'implique dans l'Institution éducative des filles autochtones d'Alexandra. Diverses sociétés savantes l'invitent à devenir leur première femme membre, y compris le Sénat de l'Université de Bombay et la Royal Asiatic Society. En 1888, elle est membre du comité directeur de la Bombay Natural History Society.
En 1889, Pechey épouse Herbert Musgrave Phipson (1849–1936), un marchand de vins et réformateur. À la suite d'ennuis de santé, elle démissionne de l'hôpital pour ne conserver que ses consultations privées. En 1896, la peste bubonique ravage la ville et elle prend part à la mise en place des mesures sanitaires. Elle participe également à sponsoriser l'éducation universitaire de Rukhmabai, qui deviendra une des premières femmes médecins en Inde.
Le couple rentre en Angleterre en 1905 où Pechey prend part au mouvement des suffragettes, représentant Leeds au Congrès de l'Alliance internationale des femmes à Copenhague en 1906 et à la Mud March de 1907.
Elle meurt d'un cancer du sein le 14 avril 1908 à Folkestone.

## Reconnaissance

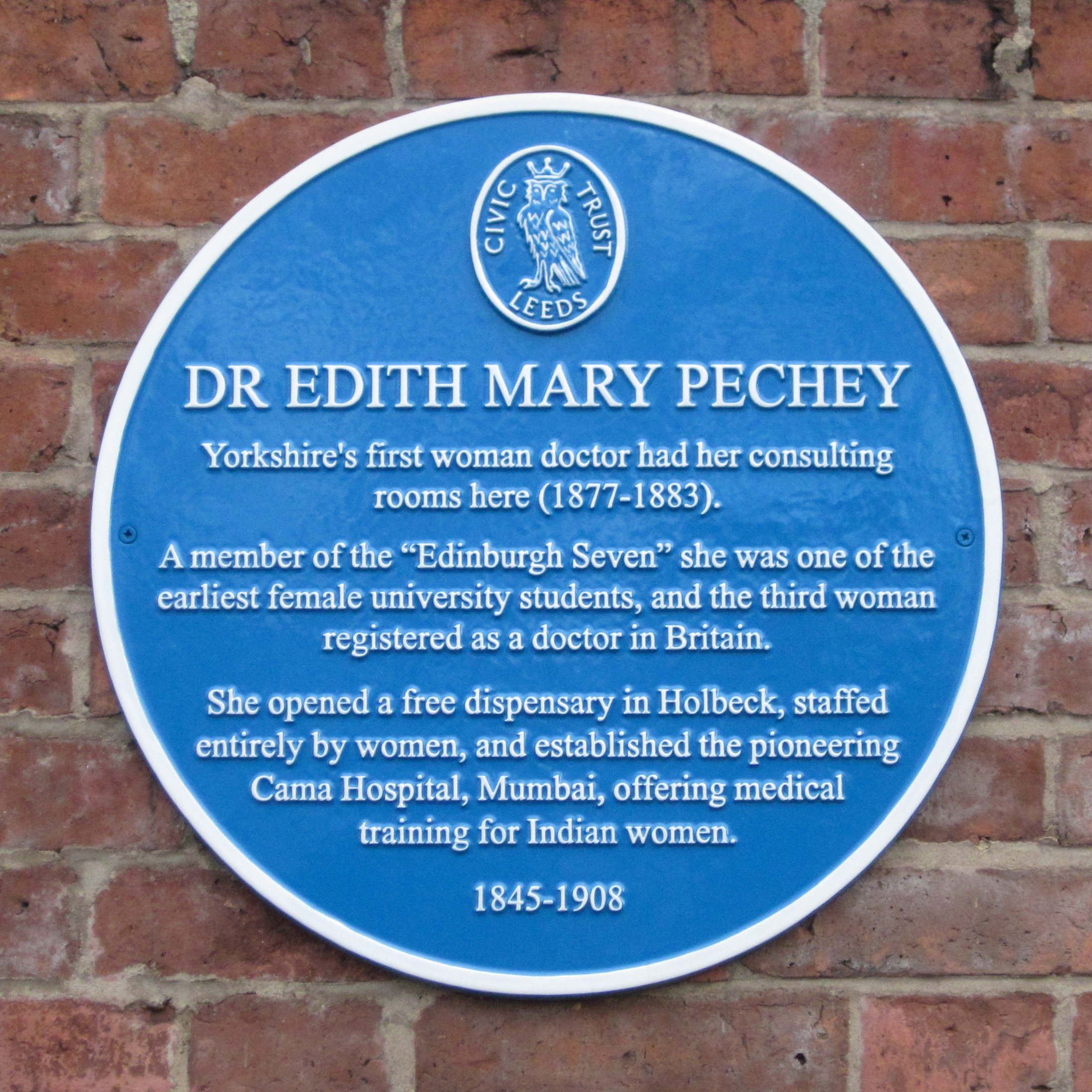
Plaque du Leeds Civic Trust à la mémoire de Edith Mary Pechey, première femme médecin du Yorkshire. Cette plaque est visible sur le bâtiment du Leeds Civic Hall où elle avait son cabinet de consultation.

Son mari crée une bourse en son nom à la London School of Medicine for Women qui sera accordée jusqu'en 1948.
En Inde, le Pechey-Phipson Sanatorium for Women and Children à Nasik (Maharashtra) porte son nom jusqu'en 1965.
En 2019, les « Sept d'Édimbourg » reçoivent un Bachelor of Medecin posthume de l'University of Edinburgh Medical School.